# Berg, Niederösterreich
Berg är en ort och kommun i Österrike. Den ligger i distriktet Bruck an der Leitha i förbundslandet Niederösterreich, 50 kilometer öster om huvudstaden Wien. Berg gränsar till Petržalka, en förort till Bratislava i Slovakien. 
1961 restes ett minnesmärke, Schwedenkreuz, nära gränserna till Burgenland och Slovakien vid platsen där Rädda Barnenmedarbetaren Arne Karlsson sköts till döds den 11 juni 1947 av sovjetisk vaktposter.